# Ваганова Юлія Олексіївна
Юлія Олексіївна Ваганова — українська мистецтвознавиця, культурна менеджерка. Виконувачка обов'язків генеральної директорки Національного музею мистецтв імені Богдана та Варвари Ханенків (від 2021).

## Життєпис
Закінчила Національну академію мистецтв України (фах — історикиня мистецтва).
Працювала над програмою «Арт-Афіша» телерадіокомпанії «Ютар», асистенткою та директоркою Центру сучасного мистецтва при Національному університеті «Києво-Могилянська академія», заступницею директора Національного художнього музею України, кураторкою Довженко-Центру, заступницею директора з музейної та виставкової роботи «Мистецького арсеналу».
Від 2021 — виконувачка обов'язків генеральної директорки Національного музею мистецтв імені Богдана та Варвари Ханенків.

## Нагороди
| Рік  | Премія        | Номінація                       | Результат | Дж.   |
| ---- | ------------- | ------------------------------- | --------- | ----- |
| 2023 | Women in Arts | Жінки в культурному менеджменті | Перемога  | [ 7 ] |
| 2023 | Laurentum     | Збереження культурної спадщини  | Перемога  | [ 8 ] |